# Římské provincie

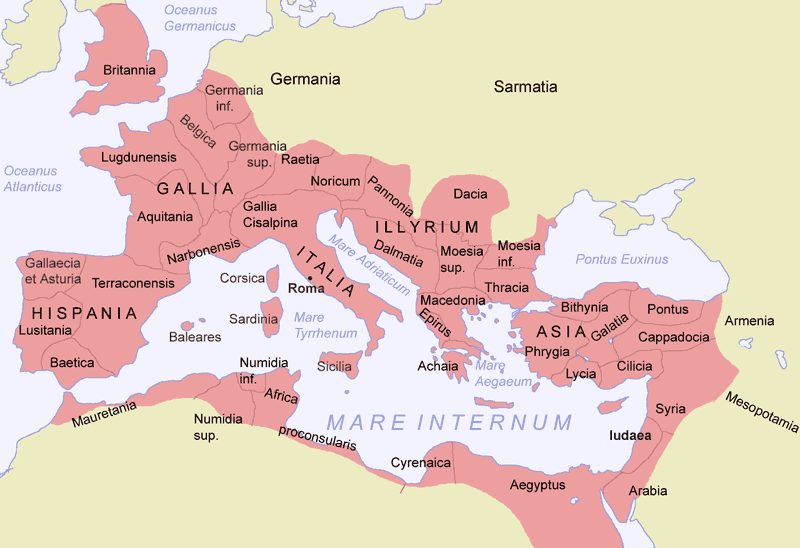
Mapa provincií římské říše po roce 135

Provincie (latinsky provincia, pl. provinciae) byla ve starověkém Římě základní a až do konce 3. století největší správní jednotka římského území mimo Apeninský poloostrov.
Současné slovo provincie užívané v češtině má svůj původ v tomto latinském termínu. Pojem provincie původně neoznačoval geograficky pevně stanovené a ohraničené území, nýbrž sloužil k určení územní působnosti úředníka, jemuž náleželo imperium. Například v průběhu druhé punské války bojovalo v Itálii souběžně několik římských vojsk, jejichž velitelům římský senát přikázal určitou oblast jako jejich „provincii“. Takovéto obvody však zanikly okamžikem, kdy příslušní velitelé složili po skončení funkčního období svůj úřad. Avšak v důsledku teritoriální expanze římského státu se ty obvody, které bylo pro jejich odlehlost obtížné ovládat přímo z Říma, konstituovaly v ony trvale geograficky vymezené správní celky, tedy v klasické provincie.
Správci či místodržiteli provincií se stávali politici senátorského stavu, kteří obvykle v předchozím roce vykonávali úřad konzula nebo praetora. Pozdější výjimku z tohoto pravidla představoval Egypt připojený Octavianem po smrti Kleopatry. Jeho místodržitelem byl prefekt (praefectus Augustalis) pocházející z jezdeckého stavu, přičemž senátorům byl vstup na egyptskou půdu zakázán. Odlišný způsob správy Egypta ovšem nebyl v rozporu s římským právem, neboť byl Egypt fakticky považován za Octavianův soukromý majetek.

## Republikánské provincie
Termín provincia lze do češtiny přeložit jednoduše jako úkol nebo povinnost (v podstatě se jedná o vojenský výraz značící určitý obvod, v němž velitel uplatňuje svoje kompetence). V dobách římské republiky byli magistráti voleni do úřadu na jeden rok. Těm z nich, kterým náleželo imperium a měli svůj úřad vykonávat mimo Řím (to se týkalo především konzulů během vojenských tažení), byla stanovena určitá oblast působnosti – „provincie“. Teprve když Římané zahájili výboje mimo Itálii, začal být pojem provincie chápán v onom dnešním významu určitého pevně daného teritoria. První stálé provincie byly zřízeny po skončení první punské války (Sicílie v roce 241 př. n. l. a Sardinie a Korsika v roce 238 př. n. l.).
Správce jednotlivých provincií určoval římský senát na počátku každého roku. Místodržiteli těch provincií, jež byly považovány z důvodu zahraničního vpádu či kvůli možnosti místního povstání za rizikové, nebo byly naopak velice významné a bohaté, byli ustavováni bývalí konzulové v hodnosti prokonzulů. Naproti tomu klidnější a méně důležité provincie byly řízeny propraetory. Rovněž rozmístění legií bylo závislé na míře vnitřního a vnějšího nebezpečí. Například v roce 14 postrádala Lusitánie stálou posádku, zatímco v Dolní Germánii, jež se nalézala na nepokojné rýnské hranici, byly dislokovány čtyři legie.

### Zásady římské provinční správy
K základním principům římské provinční správy patřila snaha o co nejširší zachování a respektování stávajících správních a právních institucí na daném území (pokud existovaly, což nepřipadlo v úvahu v oblastech na nižším vývojovém stupni). Římské správě byly vyhrazeny především úkoly v záležitostech výběru daní, vykonávání soudní moci ve věci trestu smrti a velení vojenským silám. Pro prosté obyvatelstvo podmaněných zemí znamenala římská vláda zpravidla posílení jeho společenského postavení a zvýšení právní jistoty. Ovšem za předpokladu, že nebylo vystaveno svévoli římského místodržitele, neboť v dobách republiky docházelo k častému vykořisťování provincií jejich římskými správci. Jelikož římští úředníci nebyli nijak odměňováni, museli si nákladný volební boj a zastávání úřední funkce hradit ze svého soukromého majetku. Proto pokud byli po skončení volebního období ustaveni za správce určité provincie, měli tendenci vykompenzovat si své předchozí výdaje na úkor provinciálů. Tuto celkem běžnou praxi vystihuje římské přísloví: „Chudý přišel do bohaté provincie, bohatý opustil chudou.“ Provinciálové se však mohli domáhat odškodnění prostřednictvím civilních žalob podaných v Římě. Jejich šance na úspěch v takovémto sporu však byla poměrně malá. K zásadnímu zlepšení postavení provinciálů došlo až po vzniku principátu, neboť císařové dohlíželi pečlivěji na činnost svých náměstků v provinciích centralizovanou správou.

### Seznam republikánských provincií
V seznamu jsou uvedeny následující informace: přibližný rok vzniku (všechna data jsou př. n. l.), český nebo latinský název provincie, hodnost místodržitele a v závorce status provincie za principátu.
- 241 – Sicílie, propraetor (senátorská)
- 238 – Sardinie a Korsika, propraetor (senátorská)
- 203 – Předalpská Galie, propraetor (sloučena s Itálií kolem 42 př. n. l.)
- 197 – Hispania Citerior a Hispania Ulterior, propraetor (císařské)
- 167 – Ilýrie, propraetor (císařská)
- 146 – Makedonie, prokonzul (císařská)
- 146 – Afrika prokonzulská, prokonzul (senátorská)
- 129 – Asie, prokonzul (senátorská)
- 121 – Zaalpská Galie (později Gallia Narbonensis), propraetor (senátorská)
- 74 – Bithýnie, propraetor (senátorská)
- 74 – Kréta a Kyrenaika, propraetor (senátorská)
- 64 – Kilíkie, propraetor (senátorská)
- 64 – Sýrie, propraetor (císařská)
- 59 – Kypr, propraetor (senátorská)
- 51 – Galie (rozdělená v roce 22 př. n. l.)
- 30 – Egypt, v osobním vlastnictví Augusta, spravován zvláštním místodržitelem s titulem praefectus Augustalis

## Provincie za principátu
Po vzniku principátu byl systém provinční správy reorganizován. Vítězstvím v občanských válkách se Octavianus stal nesporným vládcem římského státu. V roce 27 př. n. l. se sice formálně vzdal veškeré moci a přinejmenším teoreticky tak obnovil autoritu římského senátu a republikánské ústavy. Senátoři však Octavianovi přiznali kromě jiných výsad a titulů (od tohoto okamžiku byl znám jako Augustus) kontrolu nad strategicky důležitými pohraničními provinciemi oplývajícími vojskem. Tyto tzv. „císařské provincie“ byly ovládány jedinci určenými k tomu přímo Augustem – legati Augusti pro praetore („vyslanci císaře v hodnosti praetora“), kteří vystupovali jako jeho zástupci a byli vybíráni z řad senátorů a jezdců. Jim nápomocní byli prokurátoři (procuratores), úředníci mající na starosti finance.
Zbývající převážně vnitrozemské provincie bez stálých vojenských posádek, často označované jako „senátorské provincie“, byly spravovány tak jako doposud bývalými magistráty určenými senátem. Systém však neztratil svoji dřívější flexibilitu a pokud si to situace v provincii žádala mohl být v dalším roce změněn její status. Tím jak postupem doby vzrůstala císařská centralizace administrativy, se rozdíl mezi císařskými a senátorskými provinciemi pozvolna stíral. V průběhu principátu se měnil rovněž počet a velikost provincií, jednak z důvodu podrobování nových zemí, jednak v důsledku rozčlenění stávajících provincií. Větší či více střežené provincie (jako byly Panonie, Moesie nebo Sýrie) byly rozdělovány do menších celků, čímž císařové snižovali riziko nebezpečně vysoké koncentrace moci v rukou jediného správce.

### Seznam provincií vytvořených za principátu
- 27 př. n. l. – Achaia, oddělena od Makedonie, propraetor, senátorská
- 25 př. n. l. – Galatie, propraetor, císařská
- 22 př. n. l. – Rozdělením Galie vznikly Gallia Aquitania, Gallia Belgica, Gallia Lugdunensis, propraetor, císařské
- 15 př. n. l. – Raetie, prokurátor, císařská
- kolem 13 př. n. l. – Rozdělením Hispanie Ulterior vznikly Baetica a Lusitánie, propraetor, první senátorská, druhá císařská
- 6 n. l. – Moesie, propraetor, císařská
- 6 – Germánie, opuštěna po roce 9
- 6 – Judea, prefekt později prokurátor, císařská
- 14 – Alpes Maritimae, prokurátor, císařská
- 18 – Kappadokie, propraetor později prokonzul, císařská
- mezi 20 až 50 – Rozdělením Ilýrie vznikly Dalmácie a Panonie, prokonzul, císařské
- kolem 40 – Noricum, prokurátor, císařská
- 42 – Mauretania Tingitana a Mauretania Caesariensis, prokurátor, císařské
- 43 – Británie, prokonzul, císařská
- 43 – Lykie a Pamfýlie, propraetor, císařská
- 46 – Thrákie, prokurátor, císařská
- kolem 47 – Alpes Graiae et Poeninae, prokurátor, císařská
- 63 – Alpes Cottiae, prokurátor, císařská
- 67 – Epirus, prokurátor, císařská
- po 82 – Horní Germánie a Dolní Germánie, prokonzul, císařské
- 85 – Rozdělením Moesie vznikly Horní Moesie a Dolní Moesie, prokonzul, císařské
- kolem 103 – Rozdělením Panonie vznikly Horní Panonie a Dolní Panonie, prokonzul resp. propraetor, císařské
- 106 – Arabia Petraea, propraetor, císařská
- 106 – Dácie, prokonzul, císařská
- kolem 115 – Arménie, Asýrie a Mezopotámie, vytvořeny Traianem a opuštěny Hadrianem v roce 118
- 193 – Rozdělením Sýrie vznikly Koile Sýrie a Sýrie Fénicie, prokonzul resp. propraetor, císařské
- 193 – Numidie, vytvořena rozdělením Afriky, prokurátor, císařská
- 197 – Rozdělením Británie vznikly Horní Británie a Dolní Británie, prokonzul resp. propraetor, císařské
- 214 – Osroéné

## Pozdně římské provincie

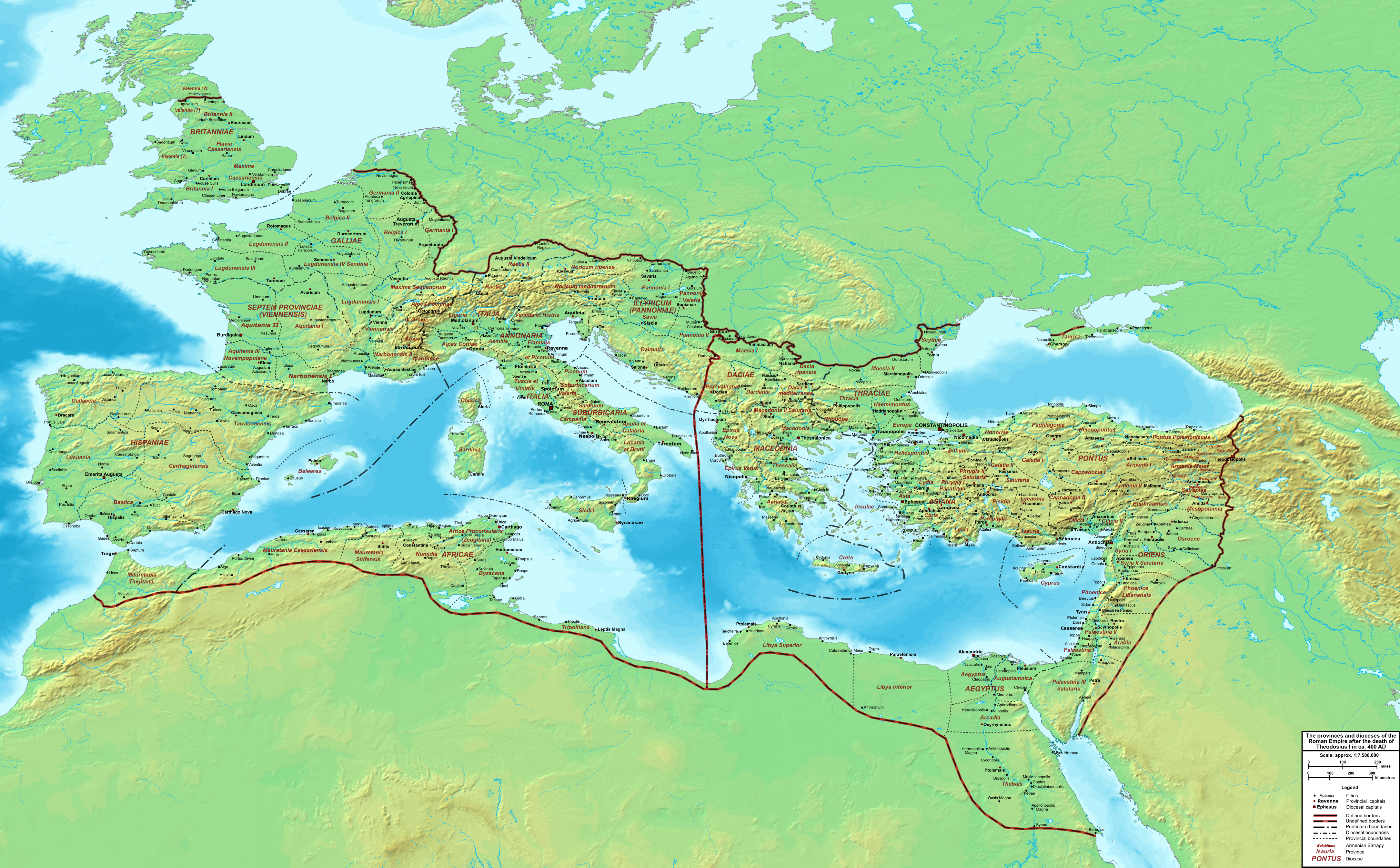
Administrativní členění římské říše kolem roku 400

Císař Diocletianus (284–305) uskutečnil radikální reformu císařské vlády zavedením tetrarchie. Byli ustaveni dva starší císařové (augusti) a dva mladší císařové (caesares). Každý z těchto čtyř panovníků vládl zhruba na čtvrtině území říše. V 90. letech 3. století Diocletianus nově uspořádal také správu říše. Na místo dosavadních 46 vytvořil 85 menších provincií (jejich počet se dále zvyšoval až k číslu 119), které od tohoto momentu zahrnovaly rovněž Itálii. Podstatnou změnou oproti předchozímu stavu bylo omezení kompetencí provinčních úředníků pouze na civilní záležitosti. Souběžně s tím byla reorganizována posloupnost hodností správců: místodržitelům provincií nyní náležely tituly (řazeny od nejvyššího po nejnižší) proconsul, consularis, praeses a corrector. Předposledně jmenovaná hodnost byla vyhrazena pro příslušníky jezdeckého stavu. Provincie byly seskupeny do dvanácti (později čtrnácti) diecézí (dioecesis), v jejichž čele stál úředník s hodností vicarius, který dohlížel na provinční úředníky. Pouze prokonzulové a městský prefekt (praefectus urbi) Říma (a později Konstantinopole) podléhali přímo tetrarchům.
Poslední reforma struktury provinční správy byla realizována v roce 318, kdy Konstantin Veliký podřídil vikarie čtyřem pretoriánským prefektům. Římská říše byla od této doby rozdělena do čtyř (někdy tří) prefektur: Galliae, Italia et Africa, Illyricum a Oriens. Konstantin rovněž založil druhé hlavní město říše nazývané podle něho Konstantinopol, které se stalo sídlem východních císařů. V samotné Itálii přepustil Řím svoji pozici císařské rezidence Milánu (Mediolanum) a později Ravenně. Během 4. století byla administrativní soustava říše ještě několikrát upravena, provincie a diecéze byly rozdělovány a přetvářeny v nové. Detailní informace o tehdejším uspořádání provincií jsou obsaženy v dokumentu Notitia dignitatum (soupis úřadů) z počátku 5. století. Z tohoto autentického císařského pramene je čerpána většina údajů o názvech jednotlivých správních celků a o titulech jejich vedoucích představitelů. Vedle civilní administrativy je v Notitiích zmiňován také seznam velitelů vojenských oblastí nazývaných duces, kteří měli na starosti pohraniční vojenské oddíly (limitanei), zatímco comites rei militaris veleli mobilním polním zálohám (comitatenses). Nejvyšší postavení ve struktuře armády pak zaujímali velitelé vojsk (magistri militum).
V roce 395 došlo po smrti Theodosia I. k trvalému rozdělení říše. Následný rozklad západořímské říše v 5. století přivodil zánik provinční správy na Západě. Ve východní polovině impéria, jež se později vyvinula v byzantskou říši, se administrativní uspořádání postupně zcela proměnilo. Justinián I. učinil v letech 534 až 536 první zásadní revizi Diocletianem ustaveného systému, když v některých provinciích upustil od striktního oddělení civilní a vojenské moci. Tento proces pokračoval na konci 6. století, kdy byly založeny zvláštní správní útvary v ohrožených částech říše – tzv. exarcháty. Jeho vyvrcholením pak byl zrod themové vojensko-správní organizace v druhé polovině 7. století, která definitivně nahradila někdejší provinční soustavu.

### Seznam pozdně římských provincií

#### Prefektura Galliae
Latinský pojem Gallia byl užíván nejen k označení vlastní Galie, nýbrž také ostatních Kelty obývaných území, jako byla Británie nebo germánské a iberské provincie. Plurálem Galliae pak byly nazývány všechny tyto země společně.
Diecéze Galliae
Zahrnovala zhruba polovinu Caesarem dobytého území, severně od řeky Loiry. Dnes se zde nachází severní Francie, Belgie, Lucembursko, části Nizozemska a Německa na levém břehu řeky Rýna a západní Švýcarsko.
- Gallia Lugdunensis I (Prima) – Gallia Lugdunensis II (Secunda) – Gallia Lugdunensis III (Tertia) – Gallia Lugdunensis IV (Quarta) – Gallia Belgica I – Gallia Belgica II – Germania I – Germania II – Alpes Poenninae et Graiae – Maxima Sequanorum

Diecéze Viennensis
Byla pojmenována podle města Vienna (dnešní Vienne) a zahrnovala celou dnešní jižní Francii. V 5. století byla Viennensis nahrazena diecézí Septem Provinciae („sedm provincií“).
- Viennensis – Alpes Maritimae – Aquitania I – Aquitania II – Novempopulana – Narbonensis I – Narbonensis II

Diecéze Hispaniae
Se rozkládala na Pyrenejském poloostrově, dále k ní patřila také nejzápadnější část římské severní Afriky.
- Baetica – Baleares – Carthaginiensis – Tarraconensis – Gallaecia – Lusitania – Mauretania Tingitana (Hispania Nova)

Diecéze Britanniae
- Maxima Caesariensis – Valentia – Britannia I – Britannia II – Flavia Caesariensis

#### Prefektura Italia et Africa
Původně existovala pouze jediná italská diecéze, která však byla později rozdělena na dvě části.
Diecéze Italia suburbicaria
Termín suburbicaria lze přeložit jako „blízko města“ (urbs – myšlen Řím). Vedle italských provincií, které si podržely jisté nadřazené postavení, náležely k této diecézi rovněž okolní středomořské ostrovy.
- Campania – Tuscania et Umbria – Picenum Suburbicarium – Apulia et Calabria – Bruttia et Lucania – Samnium – Valeria – Corsica – Sicilia – Sardinia

Diecéze Italia annonaria
„Vytvářející zázemí“ Říma. Kromě severní Itálie se k ní řadila také Raetie.
- Venetia et Istria – Aemilia – Liguria – Flaminia et Picenum Annonarium – Alpes Cottiae – Raetia I – Raetia II

Diecéze Africa
Afrika zaobírala centrální část římské severní Afriky.
- Africa proconsularis (Zeugitana) – Byzacena – Mauretania Caesariensis – Numidia – Tripolitania

#### Prefektura Illyricum
Zpočátku byla tvořena dvěma diecézemi Panonií a Moesií. Druhá jmenovaná byla později rozdělena na Makedonii a Dácii.
Diecéze Pannonia
Panonie patřila v době tetrarchie k jedné ze dvou diecézí (druhou byla Dácie), které nenáležely k řeckému kulturnímu prostředí. Za Theodosia I. se stala součástí Západu, což bylo stvrzeno po definitivním rozdělení říše v roce 395.
- Dalmatia – Noricum mediterraneum – Noricum ripensis – Pannonia I – Pannonia II – Savia – Valeria Ripensis

Diecéze Dacia
Dácie se původně rozkládala na teritoriu dnešního Sedmihradska. Během krize třetího století byla však opuštěna a někteří obyvatelé této zaniklé provincie byli přesídleni na jižní břeh Dunaje. Jejich nová vlast byla přejmenována na Dácii, čímž se mělo zabránit ztrátě císařské prestiže z důvodu vyklizení římského území.
- Dacia mediterranea – Moesia I – Praevalitana – Dardania – Dacia ripensis

Diecéze Macedonia
Spolu s Dácií byla v roce 384 dočasně začleněna do západní říše.
- Macedonia I – Macedonia Salutaris (případně Macedonia II) – Thessalia – Epirus vetus – Epirus nova – Achaia – Creta

#### Prefektura Oriens
Východ představoval ekonomicky nejstabilnější část pozdně římského státu a po pádu Západu se tudíž stal jádrem rodící se byzantské říše.
Diecéze Thracia
Thrákie byla nejvýchodnější balkánskou diecézí a evropským zázemím Konstantinopole.
- Europa – Thracia – Haemimontium – Rhodope – Moesia II – Scythia

Diecéze Asiana
Zahrnovala dřívější provincii Asii na západě poloostrova Malá Asie a ostrovy v Egejském moři.
- Asia – Hellespontus – Pamphylia – Caria – Lydia – Lycia – Lycaonia – Pisidia – Phrygia Pacatiana – Phrygia Salutaria – Insulae

Diecéze Pontica
Původně název helénistického království odvozený z antického jména Černého moře (Pontos Euxeinos). Území této diecéze tvořila severní polovina Anatolie včetně neklidné a proměnlivé hranice s perskou říší.
- Bithynia – Galatia – Paphlagonia – Honorias – Galatia Salutaris – Cappadocia I – Cappadocia II – Helenopontus – Pontus Polemoniacus – Armenia I – Armenia II

Diecéze Oriens
Východní diecéze byla strategicky důležitá z ekonomického a především vojenského hlediska, neboť v jejím sousedství se nacházela Persie a také nepoddajné pouštní kmeny. V současnosti se na jejím území nalézají Sýrie, Libanon, Izrael, Palestina a Jordánsko.
- Palestina I – Palestina II – Palestina Salutaris – Syria – Syria Salutaris – Phoenicia – Phoenicia Libani – Eufratensis Osroene – Mesopotamia – Arabia – Cilicia I – Cilicia II – Isauria – Cyprus

Diecéze Aegyptus
Východ římské severní Afriky se skládal z Egypta, bohaté obilnice a tradiční osobní domény císařů, a z Kyrenaiky, dnešní východní Libye. Její správce se nehonosil titulem vicarius tak jako v případě ostatních diecézí, nýbrž si podržel dřívější hodnost praefectus Augustalis.
- Aegyptus (zpočátku Aegyptus Iovia) – Augustamnica (původně Aegyptus Herculia) – Thebais – Arcadia (případně Arcadia Aegypti) – Libya Superior – Lybia Inferior